# Lockesburg
La ville américaine de Lockesburg est située dans le comté de Sevier, dans l’État de l’Arkansas. Sa population s’élevait à 739 habitants lors du recensement de 2010, estimée à 722 habitants en 2016.

## Démographie
| 1880 | 1890 | 1900 | 1910 | 1920 | 1930 | 1940 | 1950 |
| ---- | ---- | ---- | ---- | ---- | ---- | ---- | ---- |
| 256  | 451  | 550  | 748  | 794  | 747  | 764  | 714  |

| 1960 | 1970 | 1980 | 1990 | 2000 | 2010 | - | - |
| ---- | ---- | ---- | ---- | ---- | ---- | - | - |
| 511  | 620  | 616  | 608  | 711  | 739  | - | - |

## Source
- (en) Cet article est partiellement ou en totalité issu de l’article de Wikipédia en anglais intitulé « Lockesburg, Arkansas » (voir la liste des auteurs).